# Pierre Moerlen's Gong
Pierre Moerlen's Gong is een afsplitsing van de spacerockband Gong.
De leider van deze versie van Gong is Pierre Moerlen en dus niet Daevid Allen. Pierre Moerlen speelde al mee op meerdere album van gong toen PMG ontstond; een duidelijke aanwijzing wanneer de band ontstond is er dus niet.
In 2005 viel het doek voor deze jazzrockformatie door het overlijden van zijn naamgever.

## Discografie
- 1979: Downwind
- 1979: Pierre Moerlen's Gong Live
- 1979: Time Is the Key
- 1981: Leave It Open
- 1986: Breakthrough
- 1989: Second Wind
- 1999: Full Circle Live
- 2002 :Pentanine